# Nu ABO (canção)
Nu ABO (em coreano:  Nu 예삐오; Nu Yeppioh) é o primeiro single do primeiro mini-álbum do girl group sul-coreano f(x), Nu ABO. Foi lançado em 4 de maio de 2010 na Coreia do Sul, sob o selo da SM Entertainment. A primeira apresentação promocional da canção foi feita em 7 de maio de 2010, no Music Bank.

## Antecedentes

### Etimologia
Nu ABO é um jogo de palavras que significa "New Blood Type" (Sangue Novo): A, B e O são os tipos de sangue, e se as letras são ditas em sucessão, parece com "ye-bbi-oh" ("예삐오"). O título suspostamente representa o fato de que f(x) é um novo grupo trazendo seus novos talentos, o que implica que eles são o "sangue novo" para a indústria da música.

### História
A canção foi escrita por Thomas Troelsen, Cutfather, Mynority Jose Aguirre Lopez, e Engelina Larsen. A letra coreana foi escrita por Yoo Young-jin. Foi co-produzida por Thomas Troelsen, Cutfather e Mynority Jose Aguirre Lopez. Foi lançada em 4 de maio de 2010 na Coreia do Sul pela SM Entertainment, bem como pela Avex Asia.

## Promoção
A primeira apresentação ao vivo promocional da canção foi feita em 7 de maio de 2010 Music Bank. O vídeo da música foi lançado em 6 de maio de 2010.

## Recepção
A canção ficou em primeiro lugar nos gráficos Monkey3, Dosirak e Bugs, ao mesmo tempo que alcançou a #2 no Melon. Nas Filipinas, estreou na posição #20 na parada MYX International Top 20 e foi o primeiro single do grupo à estrear na referida parada musical.